# Председатель Мажилиса Парламента Казахстана
Председатель Мажилиса Парламента Республики Казахстан (каз. Қазақстан Республикасы Парламенті Мәжілісінің төрағасы) — руководитель нижней палаты казахстанского парламента, третья государственная должность Республики Казахстан после Президента Республики Казахстан и Председателя Сената Парламента соответственно.
В случае досрочного освобождения или отрешения от должности президента Казахстана, а также его смерти полномочия президента на оставшийся срок переходят к председателю сената парламента (при невозможности председателя сената принять на себя полномочия президента они переходят к председателю мажилиса парламента; при невозможности председателя мажилиса принять на себя полномочия президента они переходят к премьер-министру страны).

## Порядок избрания
Палату возглавляет Председатель Мажилиса Парламента, избираемый на пленарном заседании Палаты из числа депутатов Мажилиса, свободно владеющий государственным языком, тайным голосованием большинством голосов от общего числа депутатов Палаты. Кандидатуры на должность Председателя Мажилиса Парламента выдвигаются депутатами Палаты.
Кандидат считается избранным на должность Председателя Мажилиса Парламента Республики, если в результате тайного голосования он получил более половины голосов от общего числа депутатов Палаты. Об избрании Председателя Мажилиса Парламента Палатой принимается постановление, подписываемое председательствующим на пленарном заседании.

## Отзыв
Председатель Мажилиса Парламента может быть отозван от должности, а также подать в отставку, если за это проголосовало большинство от общего числа депутатов Палаты.

## Полномочия
Председатель Мажилиса Парламента:
- Открывает сессии Парламента Республики;
- Созывает пленарные заседания Палаты и председательствует на них;
- Созывает очередные совместные пленарные заседания Палат, председательствует на очередных и внеочередных совместных пленарных заседаниях Палат Парламента;
- Вносит на утверждение пленарного заседания Парламента повестку дня и порядок работы заседания Парламента; *Осуществляет общее руководство подготовкой вопросов, вносимых на рассмотрение Палаты;
- Представляет Палате кандидатуры к избранию на должность заместителей Председателя Палаты;
  - Представляет Палате кандидатуры для назначения на должности трех судей Конституционного Суда, двух членов Центральной избирательной комиссии, трех членов Высшей аудиторской палаты;
- Обеспечивает соблюдение Регламента в деятельности Палаты;
- Руководит деятельностью Бюро Палаты; *Подписывает акты, издаваемые Палатой;
- Выполняет другие обязанности, возлагаемые на него регламентами Парламента и Палаты.

По вопросам своей компетенции Председатель Мажилиса Парламента Республики издает распоряжения.

## Председатели Мажилиса Парламента
| Председатель                          | Портрет | Созыв     | Годы                                        |
| ------------------------------------- | ------- | --------- | ------------------------------------------- |
| Оспанов Марат Турдыбекович            |         | I         | 30 января 1996 года — 1 декабря 1999 года   |
| Туякбай Жармахан Айтбайулы            |         | II        | 1 декабря 1999 года — 14 октября 2004 года  |
| Мухамеджанов Урал Байгунсович         |         | III       | 3 ноября 2004 года — 2 сентября 2007 года   |
| Мусин Аслан Еспулаевич                |         | IV        | 2 сентября 2007 года — 13 октября 2008 года |
| Мухамеджанов Урал Байгунсович         |         | IV        | 13 октября 2008 года — 15 января 2012 года  |
| Нигматулин Нурлан Зайруллаевич        |         | V         | 20 января 2012 года — 3 апреля 2014 года    |
| Джакупов Кабибулла Кабенович          |         | V         | 3 апреля 2014 года — 25 марта 2016 года     |
| Измухамбетов Бактыкожа Салахатдинович |         | VI        | 25 марта 2016 года — 21 июня 2016           |
| Нигматулин Нурлан Зайруллаевич        |         | VI, VII   | 21 июня 2016 года — 1 февраля 2022 года     |
| Кошанов Ерлан Жаканович               |         | VII, VIII | с 1 февраля 2022 года                       |